# تام فوردایس
تام فوردایس (انگلیسی: Tom Fordyce) روزنامه‌نگار و مؤلف اهل انگلستان است. او کتاب‌های تحلیلی در مورد ورزش‌های کریکت و تنیس نگاشته است و همچنین گزارش‌های ویژگی در مورد ورزش‌های مختلف دیگر نوشته و دربارهٔ چندین رویداد مختلف ورزشی، وبلاگ‌نویسی نموده است.
او دانش آموختهٔ رشته جغرافیا در کالج گیرتون، کمبریج است و کار خود را به عنوان نویسنده مقاله در مجله‌های «توتال اسپورت» و «اسپورتد» آغاز کرد. او ۴۵۰۰ مایل (۷۲۴۲ کیلومتر) در کشور فرانسه رانندگی کرد و در عین حال یادداشت‌های نوشتاری و ویدیویی از مسابقات و تعاملات ورزشکاران در جام جهانی راگبی در طول رقابت‌های ۴۴ روزه آن تهیه کرد. او مفسر و گزارشگر چند رشتۀ ورزشی در بازی‌های المپیک تابستانی ۲۰۰۸ بود.
از فیلم‌ها یا مجموعه‌های تلویزیونی که وی در آن‌ها نقش داشته‌است، می‌توان به تد لاسو اشاره نمود.